# NGC 5331-1
NGC 5331-1 في الفهرس العام الجديد، هي مجرة، تقع في كوكبة المرأة المسلسلة. اكتشفت في 13 مايو 1793 بواسطة ويليام هيرشل.

## روابط خارجية
- NGC 5331-1 على موقع ويكي سكاي: DSS2, SDSS, GALEX, IRAS, Hydrogen α, X-Ray, Astrophoto, Sky Map, Articles and images